# Conflicte de Paquisha
El conflicte de Paquisha (o conflicte del fals Paquisha en terminologia peruana) és un conflicte armat entre les repúbliques del Perú i de l'Equador que es produí entre gener i febrer de 1981.

## Antecedents
El Perú i de l'Equador tenien una llarga disputa fronterera originada a partir del Protocol de Rio de Janeiro i la delimitació poc clara de la frontera a la zona de la Serralada del Còndor.

## La guerra
Els fets es van iniciar el 22 de gener de 1981, en mig d'informes contradictoris i aparentment irreconciliables per les mútues acusacions d'agressió formulades per les cancelleries d'ambdós països. L'Equador sostenia que un helicòpter de la força aèria peruana havia violat el seu territori, en tant que el Govern peruà denunciava l'atac a una de les seves aeronaus quan realitzava una missió d'abastament a campaments de vigilància al llarg del riu Comaina.
Davant d'aquesta situació el Govern del Perú va ordenar a l'exèrcit realitzar un operatiu que permetés prendre plena possessió i control del territori suposadament envaït per efectius equatorians. Aquesta operació va acabar el 31 de gener amb l'ocupació de tres llocs de vigilància posseïts per tropes equatorianes (Paquisha, Mayaycu i Machinaza). A més, es realitzà un desplegament estratègic, sobresortint en aquella fase el moviment que va realitzar, emprant mitjans marítims i terrestres, la novena divisió blindada de Lima que va arribar a Túmbes on hauria de quedar-se definitivament.
En aquest conflicte l'Equador es trobà en una clara inferioritat de mitjans, tant d'infanteria i artilleria com de suport aeri. Una vegada ocupats els llocs de vigilància per part de les tropes peruanes, aquest govern demanà la reunió dels representants dels països garants del Protocol, però s'oposà a la creació d'una comissió de l'OEA tal com demanava l'Equador. Les reunions acabaren el dia 4 de febrer amb la firma de l'alto el foc i el compromís de replegament de les forces d'ambdós països a punts més allunyats de la incerta línia fronterera.

## Conseqüències
Tot i que el resultat de la guerra de Paquisha és advers a l'Equador i no permet regularitzar les fronteres de 1941, les forces armades de l'Equador, que havien perdut prestigi, es reorganitzen i aconsegueixen un nivell de tecnificació notable, procés que contrasta amb l'evolució de l'exèrcit peruà i que tindrà les seves conseqüències al següent conflicte, la guerra del Cenepa de 1995, en la que el relatiu 'èxit' equatorià, el primer enfront del Perú des de la llunyana batalla de Tarqui (1829), augmentà el prestigi, credibilitat i popularitat de l'exèrcit dins del país i, al mateix temps, la posició peruana indica que intenten amagar resultats similars als de 1941 i 1981. Inicià el procés que després de la "Declaració de Montevideo" del 28 de febrer tots els combatents es retiraren de la zona el 5 de maig i el 4 d'agost es creà una zona desmilitaritzada, conduint a la firma de l'Acta de Brasilia de 1998, que va ratificar el Protocol de Rio de Janeiro amb què sembla que finalment les disputes territorials entre l'Equador i el Perú han arribat a la seva fi. Equador reconeix definitivament la sobirania peruana a Tiwinza i renuncia a ser un país amazònic.